# 前574年
| 千纪： | 前1千纪 |
| 世纪： | 前7世纪 \| 前6世纪 \| 前5世纪 |
| 年代： | 前600年代 \| 前590年代 \| 前580年代 \| 前570年代 \| 前560年代 \| 前550年代 \| 前540年代 |
| 年份： | 前579年 \| 前578年 \| 前577年 \| 前576年 \| 前575年 \| 前574年 \| 前573年 \| 前572年 \| 前571年 \| 前570年 \| 前569年                                                                        |
| 纪年： | 周简王十二年 魯成公十七年 齐灵公八年 晋厉公七年 秦景公三年 宋平公二年 楚共王十七年 卫献公三年 陈成公二十五年 蔡景侯十八年 曹成公四年 郑成公十一年 燕昭公十三年 吴王寿梦十二年 杞桓公六十三年 |

## 大事記
- 楚滅舒庸之戰，舒庸國趁着楚國軍隊於去年的鄢陵之戰戰敗的機會，引領吳國軍隊進攻楚國，圍攻巢國國都，討伐駕地，圍攻釐、虺。楚共王派公子橐師趁着舒庸以吳軍有所恃而輕敵不備，揮軍突襲，滅去舒庸國。
- 晉厲公指使外嬖胥童數人殺死“三郤”（郤至、郤锜、郤犨），胥童乘勢將欒書、荀偃劫持，後被晉厲公赦還。欒書聯合荀偃趁晉厲公出遊，誅胥童，將厲公囚禁，六天後，將厲公殺死，立孙周為晉悼公。
- 高氏之戰，高無咎之子高弱在盧城造反，齊靈公派遣崔杼為大夫、慶克為他的副手去平叛，國佐會同高氏叛軍，殺死慶克佔據穀地叛亂，齊靈公被迫與國佐誓盟於徐關及恢復其職位，同年十二月，高弱投降。

## 逝世
- 晉厲公，晉景公之子，姬姓，名壽曼。
- 士燮，中國春秋時代晉國軍事人物、政治人物。祁姓、士氏，諡號文。士會之子。
- 郤犨，晉國新軍將，晉惠公的禦戎步揚之子。
- 郤至，中國春秋時期晉國政治人物、將軍。郤氏，名至，又號溫季。步揚之孫，蒲城鵲居之子。
- 郤錡，中國春秋時期晉國政治人物、將軍。郤氏，名錡，又號駒伯。郤克之子。
- 慶克，中國春秋時期齊國政治人物，公子無虧之子，齊桓公之孫，慶氏，名克。
- 子叔聲伯，鲁文公的孙子，叔肸的儿子。鲁成公时为卿。